# Catherine Hickland
Catherine Hickland (Fort Lauderdale, 11 febbraio 1956) è un'attrice statunitense.

## Biografia
Nata e cresciuta in Florida, la Hickland cominciò a lavorare nel mondo dello spettacolo interpretando una hostess nello spot di una compagnia aerea. Negli anni successivi studiò recitazione e divenne un'attrice, recitando soprattutto nelle soap opera.
Il suo primo ruolo importante fu quello della dottoressa Courtney Marshall nella serie televisiva Texas, al quale seguì quello di Julie Clegg nella soap opera Capitol. Dopo la fine del suo primo matrimonio, la Hickland conobbe David Hasselhoff, con il quale si sposò nel 1984 e dal quale divorziò cinque anni dopo; durante questo periodo la Hickland prese parte alla serie televisiva in cui recitava il marito, Supercar, nel ruolo della fidanzata del personaggio da lui interpretato, Michael Knight.
Nel 1987 sostituì per brevissimo tempo Katherine Kelly Lang (ammalatasi e costretta a letto) nel ruolo di Brooke Logan nella soap opera Beautiful, poi negli anni novanta entrò a far parte del cast di Quando si ama e del suo spin-off The City interpretando Tess Wilder. Nel 1991 prese parte al film Miliardi dei fratelli Vanzina. Nel 1998 ottenne il ruolo di Lindsay Rappaport nella soap opera Una vita da vivere e lo interpretò ininterrottamente fino al 2009, quando uscì di scena; tornò a recitare nei panni di Lindsay anche per il finale della soap nel 2012. 
Per questa interpretazione ottenne due nomination ai Soap Opera Digest Awards.
All'attività di attrice, la Hickland ha sporadicamente affiancato quella di cantante; negli anni ha lavorato anche in alcuni musical di Broadway fra cui Les Misérables, dove interpretò il ruolo di Fantine. Inoltre fondò una linea di cosmetici chiamata Cat Cosmetics e scrisse due libri.

## Vita privata
Dal 2007 al 2011 ha avuto una relazione con l'attore Ray Liotta.

## Filmografia

### Cinema
- L'ultima coppia sposata (The Last Married Couple in America), regia di Gilbert Cates (1981)
- Robowar - Robot da guerra, regia di Bruno Mattei (1988)
- La città maledetta, regia di Richard McCarthy (1988)
- Taxi Killer, regia di Stelvio Massi (1988)
- La casa 4 (Witchcraft), regia di Fabrizio Laurenti (1988)
- Miliardi, regia di Carlo Vanzina (1991)
- Sweet Justice - 5 donne per una vendetta, regia di Allen Plone (1993)
- Mattie Fresno and the Holoflux Universe, regia di Phil Gallo (2007)

### Televisione
- Vega$ – serie TV, 1 episodio (1978)
- Questo bambino è mio (The Seeding of Sarah Burns), regia di Sandor Stern – film TV (1979)
- La famiglia Bradford (Eight Is Enough) – serie TV, 1 episodio (1979)
- Più veloce del vento (To Race the Wind), regia di Walter Grauman – film TV (1980)
- Texas – soap opera, 113 puntate (1980-1981)
- CHiPs – serie TV, 1 episodio (1983)
- Supercar (Knight Rider) – serie TV, 3 episodi (1983-1986)
- Capitol – soap opera, 7 puntate (1983-1987)
- Beautiful (The Bold and the Beautiful) – soap opera, puntate 1x79-1x81 (1987)
- Le notti del lupo (Werewolf) – serie TV, 1 episodio (1987)
- Quando si ama (Loving) – soap opera, 249 puntate (1993-1995)
- The City – soap opera, 167 puntate (1995-1997)
- Una vita da vivere (Once Life to Live) – soap opera, 145 episodi (1998-2009, 2012)